# Alexander Bickel
Alexander Bickel (1924-1974) est un professeur et un théoricien du droit américain. 
Il est connu aux États-Unis pour sa participation dans le débat sur la légitimité du contrôle de la constitutionnalité avec Ronald Dworkin. Bickel est l'auteur du livre The Least Dangerous Branch. Il soutient que le contrôle de la constitutionnalité par la magistrature manque de légitimité car les juges ne sont pas élus et que l'institution de la magistrature est par conséquent une institution contre-majoritaire qui est susceptible d'imposer ses choix à la majorité démocratique. À cet égard, la contribution de Bickel est de fournir un argument en faveur de la déférence envers les élus en matière de contrôle judiciaire (ou contrôle juridictionnel).